# Meroktenos thabanensis
Il merocteno (Meroktenos thabanensis) era un dinosauro erbivoro appartenente ai sauropodomorfi. Visse nel Triassico superiore (Norico, circa 220 - 210 milioni di anni fa) e i suoi resti fossili sono stati ritrovati in Lesotho. 

## Descrizione
I fossili di questo animale sono molto incompleti, ma dal confronto con quelli di altri animali simili e contemporanei (Melanorosaurus, Adeopapposaurus) si può supporre che Meroktenos fosse un animale dal collo lungo e dalla testa piccola, con un corpo robusto e zampe molto robuste. Le dimensioni delle ossa fossili rinvenute (ad esempio un femore lungo 48 centimetri) fanno supporre che l'intero animale fosse lungo circa quattro metri.
Secondo uno studio di de Fabrègues e Allain (2016) Meroktenos era un sauropodomorfo basale, caratterizzato dalla seguente combinazione di caratteri: cresta iliaca molto profonda (circa il 60% dell'altezza totale dell'ilio; gli altri sauropodomorfi sudafricani hanno una cresta iliaca più bassa), un processo postacetabolare subtriangolare, un femore molto robusto e dritto in vista laterale e anteriore, molto ampio lateromedialmente, e un quarto trocantere obliquo. 

## Scoperta e classificazione
Nel 1959 François Ellenberger, Paul Ellenberger, Jean Fabre e Leonard Ginsburg scoprirono un femore e altre ossa nella zona del villaggio di Thabana Morena, nel Lesotho. Nel 1962 questi fossili vennero descritti in una tesi di D. Costedoat, ma l'esatta posizione del ritrovamento non venne menzionata. Nel 1993, François-Xavier Gauffre ascrisse questi fossili a una nuova specie di Melanorosaurus, che denominò Melanorosaurus thabanensis. La descrizione era provvisoria, e i fossili vennero descritti in dettaglio in una pubblicazione di poco successiva, ad opera di Jacques van Heerden e Peter Malcolm Galton.
Gauffre era convinto che l'esemplare provenisse dagli strati superiori della formazione Elliot, e che quindi risalisse al Giurassico inferiore (Hettangiano - Sinemuriano), una ventina di milioni di anni successivo all'altra specie di Melanorosaurus (M. readi). Nel 2016, Claire Peyre de Fabrègues e Ronan Allain attribuirono i fossili a un nuovo genere di sauropodomorfi, che chiamarono Meroktenos, ben distinto da Melanorosaurus readi. 
Meroktenos è considerato un sauropodomorfo basale; secondo un'analisi cladistica, Meroktenos forma una politomia con Blikanasaurus e altre specie più derivate, al di sopra di Aardonyx nell'albero evolutivo e al di sotto di una politomia comprendente Melanorosaurus e Antetonitrus (Peyre de Fabrègues e Allain, 2016).

## Paleobiologia
L'ampiezza e la forma particolare del femore sono insolite per un animale così piccolo. Queste proporzioni erano precedentemente note solo per i sauropodi (animali molto più grandi) ed erano ritenute adattamenti a un peso eccezionale. Poiché l'olotipo non era probabilmente un animale giovane ed è improbabile che Meroktenos raggiungesse dimensioni gigantesche, queste caratteristiche devono aver avuto una funzione differente, ancora sconosciuta (Peyre de Fabrègues e Allain, 2016).